# The Peacemaker
The Peacemaker (literalment en català El pacificador) és una pel·lícula estatunidenca del 1997 dirigida per Mimi Leder i protagonitzada per George Clooney i Nicole Kidman.
Aquesta va ser la primera pel·lícula que va publicar la productora DreamWorks. Tot i que apareixen molts llocs diferents del món com a escenaris de la pel·lícula, el film se centra sobretot en Macedònia del Nord, amb algunes seqüències importants a Nova York, Filadèlfia i sobretot Bratislava. La base de la pel·lícula va ser el llibre de 1997 One Point Safe d'Andrew i Leslie Cockburn, sobre l'estat de l'arsenal nuclear de Rússia.

## Argument
Després dels acords START que posen fi a cinquanta anys de Guerra Freda, roben els deu cap nuclears d'un míssil SS-18 rus. La doctor Julia Kelly, responsable de la seguretat nuclear a Washington DC ha de trobar, amb l'ajut del lloctinent-coronel Tom Devoe, els caps nuclears robats.

## Repartiment
- George Clooney
- Nicole Kidman
- Marcel Iures
- Aleksandr Baluyed
- Rene Medvešek
- Gary Werntz
- Randall Batinkoff
- Jim Haynie
- Alezander Strobele
- Holt McCallany
- Armin Mueller-Stahl